# Diaphus arabicus
Diaphus arabicus és una espècie de peix marí de la família dels mictòfids i de l'ordre dels mictofiformes.
És un peix marí i d'aigües profundes que viu fins als 468 m de fondària, a la Mar d'Aràbia.